# نامه‌های علوم و فناوری محیط زیست
نامه‌های علوم و فناوری محیط زیست یک نشریه علمی صرفاً-برخط دارای داوری همتا است که به انتشار گزارش‌های تحقیقی مختصر در زمینه‌های علوم زیست محیطی و تکنولوژی محیط زیست می‌پردازد. برای اولین بار در سال ۲۰۱۳ مقالات را دریافت کرد و اولین بار درژانویه ۲۰۱۴ منتشر شد. این نشریه توسط انجمن شیمی آمریکا تأسیس شد تا به عنوان نشریه خواهر نشریه علوم و فناوری محیط زیست، به انتشار سریع مقالات کوتاه اقدام کند. برای این منظور، این نشریه تمام مقالات را پس از پذیرش منتشر می‌کند، هرچند که در نسخه‌های ماهانه نیز خلاصه شده‌اند. ویراستار ارشد آن بروس ا. لوگان (دانشگاه ایالتی پنسیلوانیا) است. براساس گزارش استنادی مجلات، نشریه در سال ۲۰۱۶ دارای ضریب تأثیر ۵٫۳۰۸ می‌باشد.